# Józef Leopold
Józef Antoni Kazimierz Leopold (ur. 4 lutego 1860 w Szadkowicach pod Szadkiem, zm. 28 lutego 1923 w Rzepiszewie) – polski ziemianin, publicysta, historyk, działacz społeczny i oświatowy.

## Życiorys
Syn Antoniego Leopolda (1826-1879) i Anny z Cieleckich (1837-1894). Ród Leopoldów pochodzi prawdopodobnie z Saksonii.
Ukończył gimnazjum w Warszawie, a następnie otrzymał edukacje rolniczą w instytucie Gospodarstwa Wiejskiego i Leśnictwa w Nowej Aleksandrii (obecnie Puławy) i uzyskał dyplom agronoma następnie powrócił w rodzinne strony. Po śmierci ojca został w 1884 właścicielem Rzepiszewa. W 1905 założył w swoim majątku ochronkę dla ubogich dzieci, w 1918 został mężem zaufania Rady Szkolnej Okręgu Sieradzkiego.
Jego pasją było kolekcjonowanie książek, numizmatów, grafik, ceramiki i mebli, robił to z wielką namiętnością. Był utalentowanym działaczem społecznym i oświatowym. Uprawiał też publicystykę, pisał prace historyczne.
Opis zbiorów Józefa Leopolda został zamieszczony w dziele Edwarda Chwalewika pt. "Zbiory polskie. Archiwa, biblioteki, gabinety, galerie, muzea i inne zbiory pamiątek przeszłości w ojczyźnie i na obczyźnie w zestawieniu alfabetycznym według miejscowości" (Warszawa 1927). W 7 lat po śmierci Józefa Leopolda, zgodnie z jego wolą, księgozbiór 4000 woluminów z Rzepiszewa przekazano kaliskiemu muzeum z zaleceniem utworzenia sali imienia Leopoldów. Po wojnie część ocalałych (ok. 10%) książek przekazano Miejskiej Bibliotece Publicznej w Kaliszu pozostawiając w muzeum starodruki. Wykaz książek ocalał dzięki spisaniu ich przez komornika Leona Grabskiego w 1923 r. Do tego spisu dołączono także krótkie noty książek, zawartość zbiorów numizmatycznych i graficznych (około 4000 rycin).
Był autorem monografii okolic Szadku, opublikowanej w 1913 roku w czasopiśmie "Wieś Ilustrowana". Kolekcjonował książki, numizmaty, grafikę, ceramikę i meble.